# Dysallacta
Dysallacta é um gênero de mariposa pertencente à família Crambidae.